# Aréna olympique Père David Bauer
L'aréna olympique Père David Bauer (anglais : Father David Bauer Olympic Arena) est une patinoire située à Calgary au Canada. Elle a une capacité de 1 750 places assises et a accueilli certaines épreuves des Jeux olympiques d'hiver de 1988.

## Historique
Le centre sportif Foothills, qui est alors un centre sportif municipal situé près de l'Université de Calgary, est rénové en 1985 pour accueillir des épreuves des Jeux olympiques d'hiver de 1988. Après des travaux d'un coût de 2,9 millions de dollars canadiens, il est renommé « Father David Bauer Olympic Arena » en l'honneur du père David William Bauer, entraîneur de hockey. Pendant les Jeux, le centre sportif est utilisé pour trois matches de hockey sur glace et des figures imposées en patinage artistique ainsi que pour les entraînements de ces deux sports.
Actuellement, le centre sportif est utilisé par l'équipe de l'Université de Calgary des Calgary Dinos, l'équipe AAA Midget Flames et l'équipe junior des Calgary Mustangs.

## Description
Le centre sportif a une capacité de 1 750 places assises. Il contient une surface de glace de 60 × 30 mètres, ce qui représente les dimensions d'une patinoire olympique. La Norma Bush Arena, située à côté, a quant à elle une patinoire de glace artificielle d'une surface de 56 × 26 mètres.